# Daniel Svensson (football)
Daniel Svensson, né le 12 février 2002 à Stockholm  en Suède, est un footballeur suédois qui évolue au poste d'arrière gauche au Borussia Dortmund.

## Biographie

### En club
Né à Stockholm en Suède, Daniel Svensson est notamment formé par l'IF Brommapojkarna, qu'il rejoint en 2014 en provenance du Skiljebo SK (en). En novembre 2019 le club annonce sa promotion en équipe première en vue de la saison à venir.
C'est avec l'IF Brommapojkarna que Svensson fait ses débuts en professionnel. Il joue son premier match le 24 février 2020, à l'occasion d'une rencontre de coupe de Suède face au GIF Sundsvall. Il est titularisé et les deux équipes se neutralisent (2-2 score final).
En mars 2020, Svensson rejoint le FC Nordsjælland. Il est dans un premier temps intégré à l'équipe U19 du club avant d'être appelé en équipe première en raison de plusieurs forfaits. 
Il joue son premier match pour son nouveau club le 22 novembre 2020, lors d'une rencontre de championnat face à l'Aalborg BK. Il entre en jeu et se fait remarquer quelques minutes plus tard en délivrant une passe décisive pour Mohammed Diomande, qui permet à son équipe d'ouvrir le score. La partie se termine finalement sur un match nul (1-1 score final).
Le 3 février 2025, Daniel Svensson rejoint le Borussia Dortmund sous la forme d'un prêt jusqu'à la fin de la saison. Le club allemand dispose d'une option d'achat sur le joueur,.
Svensson rejoint définitivement le Borussia Dortmund lors de l'été 2025, le club allemand levant l'option d'achat sur le joueur le 14 mai 2025. Il signe alors un contrat de quatre ans, soit jusqu'en juin 2029.

### En sélection
Daniel Svensson joue son premier match pour l'équipe de Suède espoirs le 3 juin 2021 face à la Finlande. Il entre en jeu lors de cette partie que la Suède remporte sur le score de deux buts à zéro.